# Édition

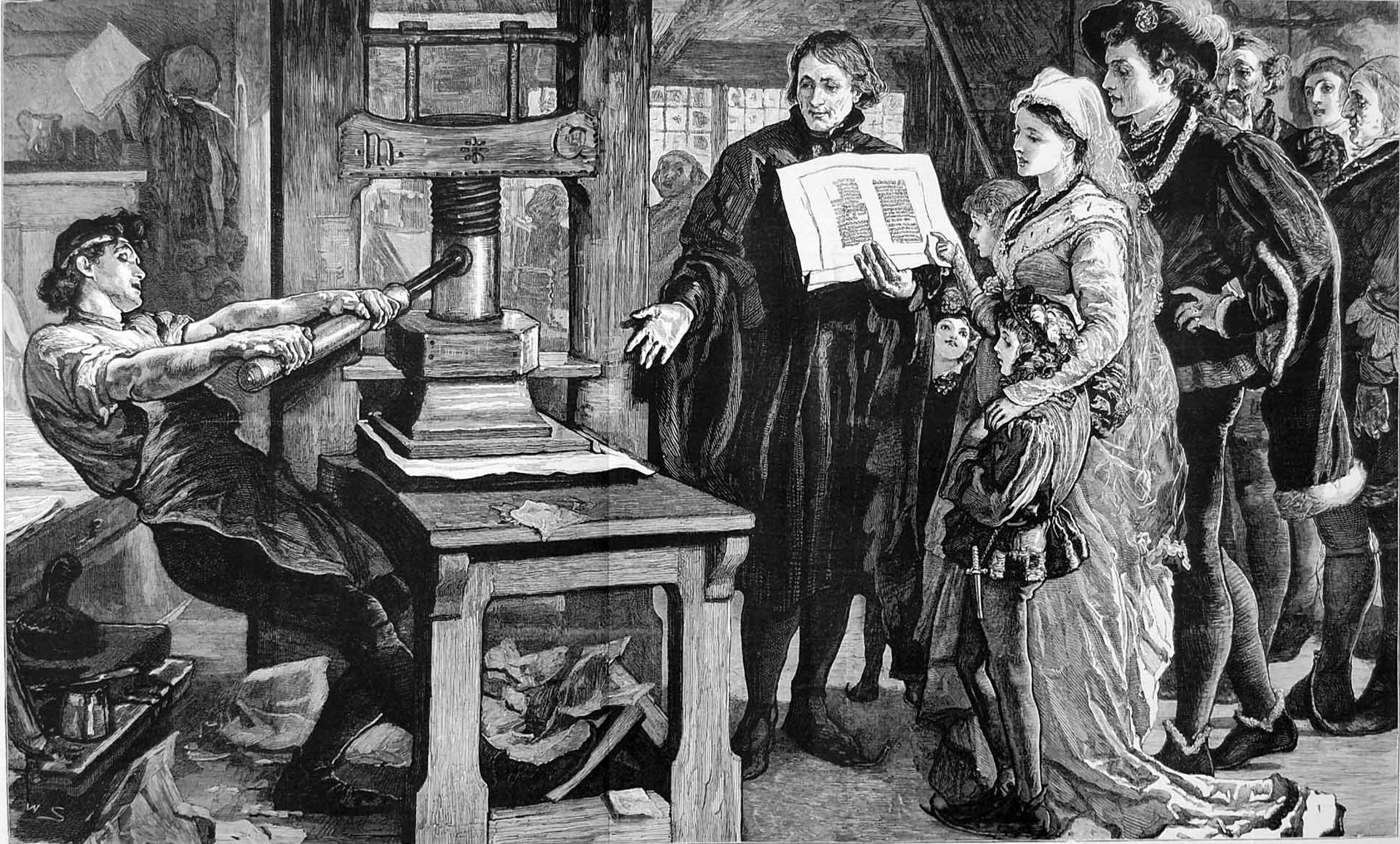
Édition sous le règne d'Édouard IV.

Pour les articles homonymes, voir Édition (homonymie).
 (novembre 2018).
Si vous disposez d'ouvrages ou d'articles de référence ou si vous connaissez des sites web de qualité traitant du thème abordé ici, merci de compléter l'article en donnant les références utiles à sa vérifiabilité et en les liant à la section « Notes et références ».
L'édition (du bas latin editio : « action de publier, produire ») consiste à présenter, reproduire, puis commercialiser légalement la production intellectuelle d'un auteur. Éditer, au sens large, recouvre toutes formes de production des contenus : littéraire, scientifique, partition musicale, code informatique, image, etc. Le support final est aujourd'hui multimédia, et non plus seulement papier.
Plus largement, « l'édition peut être comprise comme un processus de médiation qui permet à un contenu d'exister et d'être accessible ».

## Les fondements historiques
L'édition n'existerait pas sans l'invention de l'écriture et de l'imprimerie. Avant cela, tous les travaux étaient manuscrits, recopiés par des moines, tandis que l'imprimerie a permis l'essor de la distribution des textes et le développement du livre.
Avant l'invention de l'imprimerie, les libraires-jurés de l'Université de Paris faisaient transcrire les manuscrits et en apportaient les copies aux députés des Facultés de la science concernée pour les revoir et approuver avant d'en afficher la vente. Ces libraires étaient savants et portaient le titre de clerc-libraire.
Sous l'Ancien Régime, l'édition (au sens de l'impression) d'un ouvrage était soumise à l'autorisation et au privilège du Roi. Les chartes et ordonnances du Roi Philippe VI des 31 décembre 1340 et 21 mai 1345 donnent privilèges à l'Université de Paris. Les Lettres Patentes du roi Henry IV du 20 février 1595 confirment les privilèges des libraires, imprimeurs et relieurs. Un arrêté au Conseil d'État du Roi du 28 février 1723 accorde immunités, prérogatives et privilèges à l'Université de Paris et aux libraires-imprimeurs, arrêté étendu à toutes les provinces de France le 24 mars 1744.
Le Premier Empire, revenant sur les vues de la Révolution de 1789 qui avait proclamé la liberté de l'imprimerie, réserve les professions d'imprimeur et de libraire à un nombre limité de personnes titulaires d'un brevet et assujettis à une formalité de serment (décret du 5 février 1810, confirmé par la loi du 21 octobre 1814). Cette réglementation perdure jusqu'au 10 septembre 1870, où la République déclare la liberté de la librairie et de l'imprimerie.

## Les fonctions et les instances éditoriales
Benoît Epron et Marcello Vitali-Rosati identifient trois fonctions éditoriales.
- La fonction de choix et de production (en fonction de la qualité et/ou des exigences commerciales). De la sélection d’un texte à son élaboration et sa mise en forme, l’éditeur chapeaute le développement complet du manuscrit et s’assure qu’il suive la ligne éditoriale de la maison d’édition, s’inscrive dans son projet esthétique et/ou puisse générer des profits. Il est également du devoir de l’éditeur de veiller à la fabrication matérielle du livre. Pour Épron et Vitali-Rosati, éditer signifie avant tout « choisir et produire »[6].
- La fonction de légitimation (reconnaissance symbolique). En choisissant de publier le texte d’un auteur, l’éditeur, qui est reconnu dans le milieu littéraire, donne sa caution au discours qui y figure. Ce faisant, il en garantit la qualité et lui confère une légitimité qui sera reconnue par les lecteurs.
- La fonction de diffusion (adresse, distribution et dispositifs visant à rendre un contenu matériellement accessible et visible). L’éditeur agit comme un intermédiaire entre le lecteur et l’auteur; il est celui qui rend un contenu visible dans l’espace public. De ce fait, il participe à la promotion de la vision esthétique et/ou idéologique de l’ouvrage publié. C’est également le rôle de l’éditeur d’identifier un lectorat pour l’ouvrage et de bien en connaître les besoins et les compétences afin que le contenu lui soit adressé : « un contenu est édité quand il est « pour » quelqu’un »[6].

Patrick Poirier et Pascal Genêt remarquent que le travail de l’éditeur possède ainsi une dimension symbolique et économique, qui vient du double statut du livre comme contenu et contenant. Ils écrivent : « les éditeurs sont ceux qui parviennent à concilier l’homme de lettres et l’entrepreneur » puisqu’ils sont responsables d’approuver le contenu du manuscrit, mais aussi de veiller à ce que les conditions de production et de diffusion de l’ouvrage soient optimales, moyennant un coût raisonnable.
On qualifie d' « éditeur » la personne qui effectue le travail éditorial et dirige des collections, et pas seulement le directeur de la maison d'édition. Les fonctions éditoriales peuvent bien sûr être assumées par des intervenants différents au sein de maisons d’édition, instances éditoriales par excellence. Une rédaction ou un directeur de production peut être une instance éditoriale dans le cas d'un article de journal ou de revue, par exemple.
Avant la création des maisons d'édition et de leur institutionnalisation au XVe siècle, les fonctions étaient endossées par des mécènes.

## L'extension du domaine de l'édition à l'ère numérique
Depuis 1990, avec le développement du Web, sont apparues de nouvelles instances éditoriales entrant en compétition avec les maisons d'édition. Le développement d'Internet et du Web a également amené de nouveaux modèles de légitimation, présentant de nouveaux moyens de production, de diffusion et de distribution et s'ajoutant à la reconnaissance symbolique liée à l'imprimé. Au nombre de ceux-ci, les recommandations de la communauté et les algorithmes.
À l'ère numérique, la fonction éditoriale est associée à de nouvelles formes de production des contenus, qui contribuent à remettre en question les frontières de l'édition en tant qu'activité: les blogs, les wikis et les réseaux sociaux. Selon Benoît Epron et Marcello Vitali-Rosati ces plateformes produisent, diffusent et légitiment du contenu, le processus éditorial n’est donc plus qu’associé à des médias traditionnels.

## Le processus éditorial

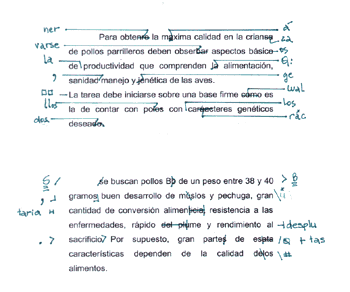
Exemple d'épreuves de correction.

C'est l'éditeur qui dirige le parcours complet de la production d’un livre et, souvent, qui établit également le programme financier intégrant les coûts prévus et les gains espérés, comme dans n'importe quelle entreprise. Le responsable éditorial doit faire appel à des collaborateurs aux spécialités variées qui permettront de transformer « le projet en objet » et « le prototype en produit ». Selon Bernard Legendre, le processus de production-commercialisation du livre comprend généralement trois grands axes : éditorial, technique et commercial.

### La sphère éditoriale
Parmi les manuscrits qui lui sont proposés, les ouvrages précédemment édités qu'il souhaite republier, ou des ouvrages traduits d'autres langues, l'éditeur choisit les œuvres qui correspondent à la ligne éditoriale de sa ou ses collections, ou il les commande à des auteurs de son choix.
Lorsque le manuscrit est accepté pour publication, l'éditeur conclut un contrat d'édition avec l'auteur. C'est ce que l'on appelle la publication à compte d'éditeur. Elle ne donne lieu à aucun versement d'argent de la part de l'auteur ; c'est donc l'éditeur qui assume l'essentiel du risque financier. L'éditeur peut également verser un à-valoir à l'auteur, qui représentera une avance sur les droits que ce dernier percevra sur les ventes du livre. Cette avance est généralement « remboursable », c'est-à-dire que l'auteur ne percevra à nouveau de l'argent de l'éditeur qu'une fois que l'avance aura été « remboursée » par les droits d'auteur. Advenant un échec commercial, les contrats d'édition prévoient la plupart du temps que les à-valoir restent acquis à l'auteur.
Quand l’auteur remet son manuscrit à l’éditeur pour une première lecture, ce dernier peut demander à l’auteur de réécrire tout ou partie de son œuvre. L’éditeur peut aussi effectuer des changements lui-même et les soumettre à l'auteur pour approbation. Puis le texte part à la correction, qui est le plus souvent confiée à des salariés extérieurs à la maison d’édition. Le correcteur pointe les erreurs de grammaire, de syntaxe, d'orthographe du texte. Il s'agit à ce stade de préparer la copie qui permettra la fabrication d’épreuves.

### La sphère technique
À l’étape de la production, de nombreux spécialistes (maquettistes, compositeurs, infographistes, correcteurs, imprimeur, photograveur, etc.) travaillent successivement, mais également en collaboration, à la réalisation de l’ouvrage.
Le maquettiste effectue la mise en page et intègre si nécessaire les éléments fournis par l'éditeur (bibliographie, index, sommaire, notes…), en respectant la feuille de style de la maison d'édition ou de la collection dans laquelle le livre est publié (grosseur des caractères, police, foliotage, etc.). En général, l'éditeur a fourni au maquettiste un « chemin de fer », c'est-à-dire un plan page à page de l'ouvrage. Dans certains cas la responsabilité de la maquette est confiée à de véritables artistes qui disposent d'une grande liberté de création (Pierre Faucheux, Robert Massin…).
Une fois prêt, le livre est à nouveau relu (la lecture sur épreuve) par l'auteur et par un correcteur. L'auteur signe ensuite un bon à tirer qui valide la version finale. En parallèle, l'éditeur a travaillé sur le projet de couverture, avec un photographe ou un illustrateur, et un graphiste. Il a aussi rédigé la quatrième de couverture (le texte qui apparaît au dos du livre).
S'il s’agit d'une publication sur papier, l'éditeur communique le texte à un imprimeur en convenant des caractéristiques techniques du livre et du nombre d'exemplaires à imprimer. En amont, l'éditeur et le chargé de fabrication ont déterminé ensemble la qualité du papier, son grammage, le procédé à utiliser pour la reliure, ainsi que l'imprimeur auquel il sera fait appel, à qui un devis, garantissant des délais de livraison, a en général été demandé. Une fois que le bon à tirer a été signé, le fichier informatique du livre est envoyé à l'imprimeur qui sort une première copie (appelé traceur, ozalid ou Cromalin). Le format PDF est devenu, en grande majorité, le format d'échange, entre l'éditeur et l'imprimeur. Les dernières corrections sont apportées afin de valider l'impression finale. La quantité du tirage et les choix d'impression (papier, couverture, matériaux divers et qualité de l'impression) sont définis par l'éditeur en fonction du public concerné et du prix de l'ouvrage.
Dans le cas d’une publication numérique, le processus éditorial demeure assez semblable. Toutefois, l’impression est remplacée par la production de fichiers qui constitueront le livre numérique.

### La sphère commerciale
Lorsque le livre est imprimé et façonné, l'éditeur le confie au diffuseur et au distributeur, qui eux-mêmes s'en remettent au libraire. Le diffuseur est chargé de démarcher les points de vente et de prendre leurs commandes tandis que le distributeur s’occupe d'acheminer les livres aux librairies et d’honorer les commandes prises par le diffuseur. Ces opérations coûtent à l'éditeur entre 50 et 60 % du chiffre d'affaires dégagé par le livre. Certaines grandes maisons d'éditions, comme Gallimard, possèdent leur propre réseau de distribution, potentiellement accessible à d'autres éditeurs.
Entre trois et six mois avant la sortie de l'ouvrage, l'éditeur le présente à son diffuseur, une société spécialisée dans le démarchage et la prise de commandes auprès des libraires et des grandes chaînes de diffusion de livres. Ces opérations s'effectuent par l'intermédiaire d'une équipe de représentants, des agents commerciaux spécialisés dans le livre. L'éditeur rencontre le diffuseur plusieurs fois par an pour présenter son programme et convaincre les représentants de défendre les livres qu'il va publier. Parfois, il est demandé à l'auteur de venir présenter son œuvre devant le diffuseur pour qu'il ait l'occasion de se faire connaître, de parler de son livre et de répondre aux questions des représentants, qui anticipent bien souvent les questions des libraires. Une fois les libraires démarchés et les commandes prises, les livres sont acheminés par le distributeur, par camion ou par courrier.
À noter qu'une partie des livres placés par le diffuseur ne font l'objet d'aucune commande. Ils sont envoyés automatiquement par le diffuseur au libraire. C'est ce que l'on appelle l'office. Cette pratique, très utilisée pour forcer le lancement d'un livre à gros tirage, est en régression, sous la pression des libraires. Les commandes des libraires sont appelées les « notés ». Le total de l'office et des notés forme ce que l'on appelle la « mise en place » d'un livre. Une fois la commande prise et le livre expédié au libraire, il est disposé dans les rayons, où les clients peuvent l'acheter. Mais si le livre ne se vend pas, le libraire a la possibilité de retourner les ouvrages invendus à l'éditeur dans un délai déterminé. Tout cela donne lieu à un jeu de facturation très complexe et à des coûts importants.
Une autre forme de commercialisation est le club de livres où un éditeur envoie un catalogue au domicile des adhérents connus ou potentiels, leur proposant l'achat d'un nombre donné de livres par mois/trimestre, qui leur sont adressés par voie postale.

## Enjeux sociopolitiques de l'édition

### Le monopole éditorial et la diffusion des idées
L'édition est souvent considérée « cruciale » dans le fonctionnement de la démocratie puisqu'elle permet la diffusion des idées. Dans L'édition sous influence, Janine et Greg Brémond dressent un état des lieux de l'édition en France au tournant du siècle (avant le développement de l'édition numérique en tant que pratique culturelle et technique), questionnant ses évolutions « récentes » et les conséquences de celles-ci sur les contenus éditoriaux, qui s'en trouvent affectés.
Les auteurs s’inquiètent de la concentration et de la mondialisation du capital dans le secteur éditorial, en partie masquées par le maintien du nom des maisons d'édition rachetées. Ils s’attachent à décrire les pratiques d’influence des majors sur les autres éditeurs, qui perdent sans cesse en autonomie. Au nombre des conséquences de cette situation, il est possible d’identifier la mise en danger des livres novateurs, des analyses nouvelles et originales, de la liberté d'expression et du débat démocratique. Ce dernier nécessite forcément des maisons d’édition réellement indépendantes pour que s’expriment différents courants d’idées dans l’espace public.
Selon André Schiffrin, le phénomène de concentration éditoriale que connaît le marché français n’est pas sans rappeler la situation observée aux États-Unis où le processus d’uniformisation des contenus a cours depuis le milieu des années 1980.

### La marchandisation du livre

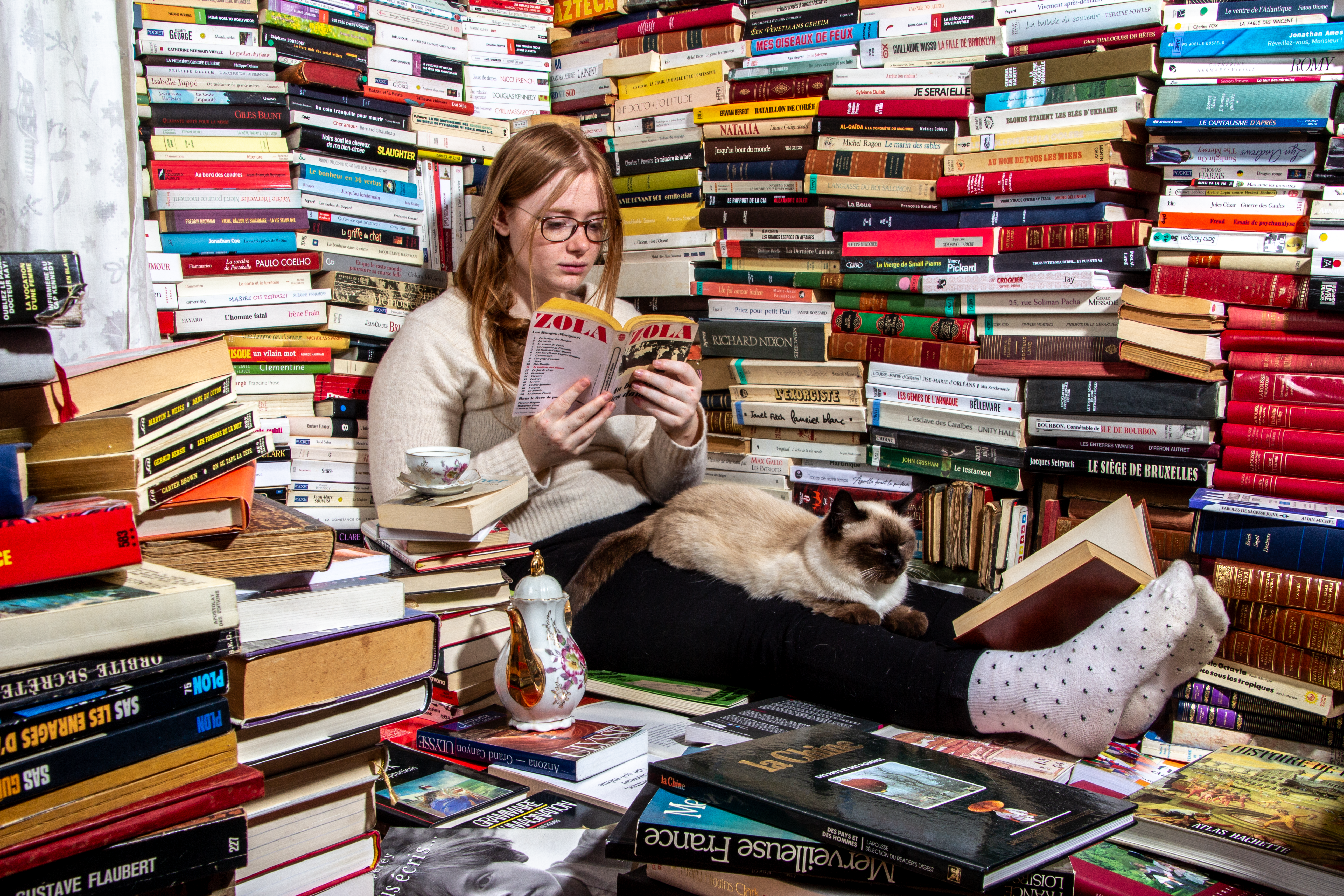
Surproduction.

Selon Janine et Greg Brémond, le mouvement de concentration est guidé par la vision des nouveaux géants de l’édition, qui conçoivent le livre davantage comme une marchandise que comme une création intellectuelle. L’auteur et éditeur André Schiffrin explique que « les nouveaux propriétaires des maisons absorbées par les conglomérats exigent que la rentabilité de l’édition de livres soit identique à celle de leurs autres branches d’activité, journaux, télévision, cinéma, etc. - tous secteurs notoirement très rémunérateurs ». Ce sont donc maintenant les critères de rentabilité qui ont le plus de poids dans la décision d’éditer un livre.
De plus, il est possible de constater une importance croissante de la qualité de la diffusion et de la distribution dans le succès d'un titre qui n’est plus « le résultat d’une multitude de décisions d’acteurs autonomes (critiques, libraires, lecteurs…) », mais un simple indice de la capacité d’influence du groupe éditorial.
En 2022, en France, 537 millions d’exemplaires ont été édités. Mais l'offre est supérieure à la demande. Chaque année, 80 millions d'exemplaires sont envoyés au pilon. La totalité des exemplaires détruits est recyclée.

## L'activité intellectuelle
Dans son acception la plus courante, l'éditeur est celui qui modifie un texte moderne pour le rendre plus accessible ou utilisable dans un contexte donné, par l'ajout de paratexte, par des coupes, etc. Son rôle est alors de faciliter la consultation par un éventuel lecteur. En ce sens, dans des domaines comme la paléographie, l'épigraphie et la philologie, l'éditeur est celui qui propose l'édition critique d'un texte, c'est-à-dire dans une version écrite, amendée, retouchée, corrigée et souvent annotée sur un support moderne. Généralement ancien, le texte est souvent d'une lecture directe ardue, voire impossible au commun. Par exemple, lorsque le texte est écrit dans une langue morte, qu'il ne subsiste qu'à l'état manuscrit, quand les copies sont trop anciennes et trop précieuses pour être facilement consultées ou encore lorsque le texte est connu sous plusieurs versions.
Si l'édition critique permet d'établir un texte, l'édition génétique quant à elle étudie les versions d'un texte. Cette forme d'édition : « […] porte atteinte à cette sacralisation du texte arrêté par l'auteur. Pour un généticien, l'édition « définitive » est une étape dans l'histoire du texte, privilégiée sans doute, mais qu'il n'est même pas toujours exact de considérer comme dernière ».